# Sankt Marein bei Graz
Sankt Marein bei Graz, St. Marein bei Graz – gmina targowa w Austrii, w kraju związkowym Styria, w powiecie Graz-Umgebung. Liczy 3579 mieszkańców (1 stycznia 2015).